# Iso Lammassaari (ö i Päijänne-Tavastland, Lahtis, lat 61,39, long 25,36)
Iso Lammassaari är en ö i Finland. Den ligger i sjön Päijänne och i kommunen Padasjoki i den ekonomiska regionen  Lahtis ekonomiska region  och landskapet Päijänne-Tavastland, i den södra delen av landet, 140 km norr om huvudstaden Helsingfors. Öns area är 79,9 hektar och dess största längd är 1,5 kilometer i öst-västlig riktning.